# Жорж Претр
Жорж Претр (фр. Georges Prêtre; 14 серпня 1924, Вазьє, департамент Нор, Франція — 4 січня 2017) — французький диригент.

## Біографія
Музиці навчався в консерваторії міста Дуе, потім — в Паризькій консерваторії у Моріса Дюрюфле (гармонія) і Андре Клюітанса (диригування).
Диригентський дебют Претра відбувся в 1946 році в Марсельській опері в опері Лало «Король з міста Іс», в наступні десять років працював в невеликих оперних театрах Лілля і Тулузи, часто виступаючи під псевдонімом Жорж Дерен.
В 1956 році вперше виступив в Парижі, де керував першою французькою постановкою опери Ріхарда Штрауса «Каприччіо» в театрі «Опера-комік». Серед інших творів, які вперше прозвучали під керуванням Претра — опера «Людський голос» (1959) і «Gloria» (1961) Франсіса Пуленка.
З 1960 року регулярно виступав в Гранд-опера, де в 1966—1971 роках займав пост музичного керівника.
У 1959 році дебютував в США в Чиказькій опері, в 1964 році — в «Метрополітен-опера», в 1965 році — в «Ла Скала» і «Ковент-Гарден», нарешті, в 1966 році — на Зальцбурзькому фестивалі.
У наступні роки провадив активну диригентську кар'єру з різними європейськими та американськими оркестрами, в тому числі з Віденським симфонічним оркестром в 1986 — 1991 роках.
В 1996–1998 роках очолював Симфонічний оркестр Штутгартського радіо.
У 2008 році став першим французьким диригентом, котрий керував Новорічним концертом у Відні, він же стояв за пультом і в 2010 році.
Творчі інтереси Претра стосуються, перш за все, французької музики XIX — XX сторіч. Часто виконує твори німецьких й австрійських (В. А. Моцарт, Р. Вагнер, Й. Штраус, Р. Штраус, А. Берг), російських (П. І. Чайковський, І. Стравінський) композиторів.
Претр зробив ряд записів, серед яких — опери «Тоска» та «Кармен» з Марією Каллас в заголовних партіях (1964), «Самсон і Даліла», «Вертер», «Шукачі перлів», всі симфонії Сен-Санса, П'ята симфонія Дворжака, «Симфонія псалмів» Стравінського, твори Пуленка й інші твори.

## Нагороди
- Великий офіцер ордена Почесного легіону (13 липня 2009 року)[9]
- Командор ордена Почесного легіону (20 лютого 2004 року)[10]
- Офіцер ордена Почесного легіону (1984 рік)[11]
- Кавалер Великого хреста ордена «За заслуги перед Італійською Республікою» (6 грудня 1995 року)[12]
- Великий офіцер ордена «За заслуги перед Італійської Республікою» (17 квітня 1991 року)[13]
- Командор ордена «За заслуги перед Італійською Республікою» (2 червня 1982 року)[14]